# 松本剛 (漫画家)
松本 剛（まつもと つよし、1964年 - ）は、日本の漫画家。かつては主に『ヤングマガジン』『イブニング』など講談社の雑誌で活躍していたが、2010年以降は他社でも掲載されている。

## 略歴
1988年、高橋葉介のアシスタントを務めた後、『夏来たりなば』（キャプテンJr.4、徳間書店）にてデビュー。1989年、『ヒューストンと女の子』にて第21回ちばてつや賞のヤング部門大賞を受賞。

## エピソード
- 最も影響を受けた漫画家として坂口尚を挙げている[1]。

## 作品

### 漫画
| 発表年 | 作品名                                 | 種   | 発行     | 掲載誌                         | 備考                                                     |
| ------ | -------------------------------------- | ---- | -------- | ------------------------------ | -------------------------------------------------------- |
| 1988年 | 夏来たりなば                           | 読切 | 徳間書店 | キャプテンJr.4                 |                                                          |
| 1988年 | アジトの頃                             | 読切 | 徳間書店 | 少年キャプテン                 |                                                          |
| 1989年 | アグレッシヴ                           | 読切 | 徳間書店 | 少年キャプテン                 |                                                          |
| 1989年 | ヒューストンと女の子                   | 読切 | 講談社   | 週刊ヤングマガジン             | 第21回ちばてつや賞ヤング部門大賞                         |
| 1990年 | ふたりの遠近法                         | 読切 | 徳間書店 | 少年キャプテン                 |                                                          |
| 1990年 | もんくのある気持ち                     | 読切 | 講談社   | ヤングマガジン黒ブタルーキー号 |                                                          |
| 1990年 | 教科書のタイムマシン                   | 読切 | 講談社   | ヤングマガジン海賊版           |                                                          |
| 1990年 | 呼べない名前                           | 読切 | 講談社   | ヤングマガジン海賊版           |                                                          |
| 1991年 | ハッカのびろおど                       | 読切 | 講談社   | 週刊ヤングマガジン             |                                                          |
| 1991年 | すみれの花咲く頃                       | 連載 | 講談社   | 週刊ヤングマガジン             | NHKでドラマ化、2007年1月8日放送。                        |
| 1991年 | 海へゆく                               | 読切 | 講談社   | ヤングマガジン海賊版           |                                                          |
| 1991年 | 北京的夏                               | 連載 | 講談社   | ミスターマガジン               | 原作：ファンキー末吉                                     |
| 1993年 | Passarada                              | 読切 | 講談社   | ヤングマガジン海賊版           |                                                          |
| 1993年 | すこしときどき                         | 読切 | 講談社   | 週刊ヤングマガジン             |                                                          |
| 1995年 | 15歳(ビット)の蜃気楼～水平線のほんと～ | 連載 | 講談社   | 覇王                           |                                                          |
| 1996年 | 親待ち千点棒                           | 読切 | 竹書房   | 近代麻雀オリジナル             |                                                          |
| 1996年 | なかない渚                             | 読切 | 竹書房   | 近代麻雀オリジナル             |                                                          |
| 1997年 | 少女少年テケテケテケ                   | 読切 | 竹書房   | 近代麻雀ゴールド               |                                                          |
| 1998年 | 赤い花咲いたら                         | 読切 | 竹書房   | 近代麻雀オリジナル             |                                                          |
| 1999年 | ラストマウンド                         | 読切 | 講談社   | 週刊モーニング                 | 原作：春場洲太夢                                         |
| 1999年 | シャドウ＆ライト                       | 連載 | 講談社   | 週刊モーニング                 | 原作：春場洲太夢                                         |
| 2000年 | 二十歳の水母                           | 読切 | 講談社   | 別冊ヤングマガジン             |                                                          |
| 2000年 | 10月はかわたれどき                     | 読切 | 講談社   | 別冊ヤングマガジン             |                                                          |
| 2000年 | 甘い水                                 | 連載 | 講談社   | 別冊ヤングマガジン             | 原案協力：板垣久生                                       |
| 2003年 | 海風                                   | 読切 | 講談社   | 週刊ヤングマガジン             |                                                          |
| 2005年 | ハナモモ                               | 連載 | 講談社   | 週刊ヤングマガジン             |                                                          |
| 2009年 | しずかの山                             | 連載 | 講談社   | イブニング                     | 原作：愛英史                                             |
| 2011年 | 汐コーヒー                             | 読切 | 同人誌   | あしたの碧空                   | ふくしま東北再生復興祈念本                               |
| 2013年 | 夏への天蓋                             | 読切 | 一迅社   | 月刊ComicREX                   |                                                          |
| 2014年 | ロッタレイン                           | 連載 | 小学館   | 月刊IKKI、ヒバナ               |                                                          |
| 2017年 | 夏滑り                                 | 読切 | 小学館   | ヒバナ                         |                                                          |
| 2018年 | 催花雨                                 | 読切 | 小学館   | ロッタレイン単行本特典小冊子   |                                                          |
| 2019年 | ドンドンツクツ                         | 読切 | 北國新聞 | 月刊北國アクタス2019年8月号    |                                                          |
| 2019年 | ドンドンツクツ                         | 連載 | 北國新聞 | 月刊北國アクタス2020年1月号    |                                                          |
| 2023年 | サヨナラ 僕のトモダチ                  | 読切 | 点滅社   | 漫画選集ザジ Vol.1             |                                                          |
| 2024年 | 13                                     | 読切 | 点滅社   | 漫画選集ザジ Vol.2             |                                                          |
| 2025年 | 転旋                                   | 読切 | 点滅社   | 漫画選集ザジ Vol.3             | 単行本ハナモモに掲載されているイラストを再構成したもの。 |

### イラスト
- 天安門にロックが響く 著:ファンキー末吉 (2018年) ※表紙イラスト

## 作品集

### 単行本
- すみれの花咲く頃（1991年9月6日、講談社）

収録作品：すみれの花咲く頃 / ヒューストンと女の子 / もんくのある気持ち / 教科書のタイムマシン / 呼べない名前 / ハッカのびろおど
- すみれの花咲く頃 講談社BOX版（2007年3月1日、講談社）

収録作品：すみれの花咲く頃 / ヒューストンと女の子 / 教科書のタイムマシン / ハッカのびろおど / なかない渚 / すこしときどき
- 北京的夏（1993年10月、講談社）
  - 北京的夏 講談社BOX版（2007年12月4日、講談社）

- 甘い水 上巻（2003年1月6日、講談社）
- 甘い水 下巻（2003年6月6日、講談社）

収録作品：甘い水 / 二十歳の水母
- 甘い水 上巻 講談社BOX版（2007年2月2日、講談社）
- 甘い水 下巻 講談社BOX版（2007年2月2日、講談社）

- しずかの山 全3巻（講談社）

第1巻 2010年03月23日
第2巻 2010年12月22日
第3巻 2012年02月23日
- ラストマウンド（2013年7月27日、一迅社）

収録作品：ラストマウンド / シャドウ＆ライト
- ロッタレイン 全3巻（小学館）

第1巻 2017年08月10日
第2巻 2017年09月12日
第3巻 2017年10月12日
- 松本剛 漫画集 ハナモモ（2025年6月26日、点滅社）

収録作品：ハナモモ「坂道」「春雷」「蝶々」 / サヨナラ 僕のトモダチ / 10月はかわたれどき / 海風 / 夏への天蓋 / 夏滑り / 夏来たりなば

### 電子書籍
- すみれの花咲く頃 電子書籍版（2017年9月22日、講談社）

収録作品：すみれの花咲く頃 / ヒューストンと女の子 / もんくのある気持ち / 教科書のタイムマシン / 呼べない名前 / ハッカのびろおど / なかない渚 / すこしときどき
- 北京的夏 電子書籍版（2017年9月22日、講談社）
- 甘い水 上巻 電子書籍版（2017年9月22日、講談社）
- 甘い水 下巻 電子書籍版（2017年9月22日、講談社）

### 同人誌
- 15歳(ビット)の蜃気楼～水平線のほんと～（2023年5月5日）
- ドンドンツクツ 上巻（2023年9月3日）
- ドンドンツクツ 下巻（2023年12月3日）
- 赤い花咲いたら 松本剛麻雀作品集（2024年11月17日）

収録作品：親待ち千点棒 / なかない渚 / 少女少年テケテケテケ / 赤い花咲いたら

### その他
- ロッタレイン単行本特典小冊子（2018年3月、小学館）

収録作品：催花雨 / ロッタレイン単行本未収録イラスト集 / 夏滑り / 蝶々（読切シリーズ「ハナモモ」より）

## アシスタント
- 石川聖依子
- せきやてつじ
- 田澤類
- 森繁拓真